# Zephyranthes treatiae
Zephyranthes treatiae är en amaryllisväxtart som beskrevs av Sereno Watson. Zephyranthes treatiae ingår i släktet Zephyranthes och familjen amaryllisväxter. Inga underarter finns listade i Catalogue of Life.

## Bildgalleri

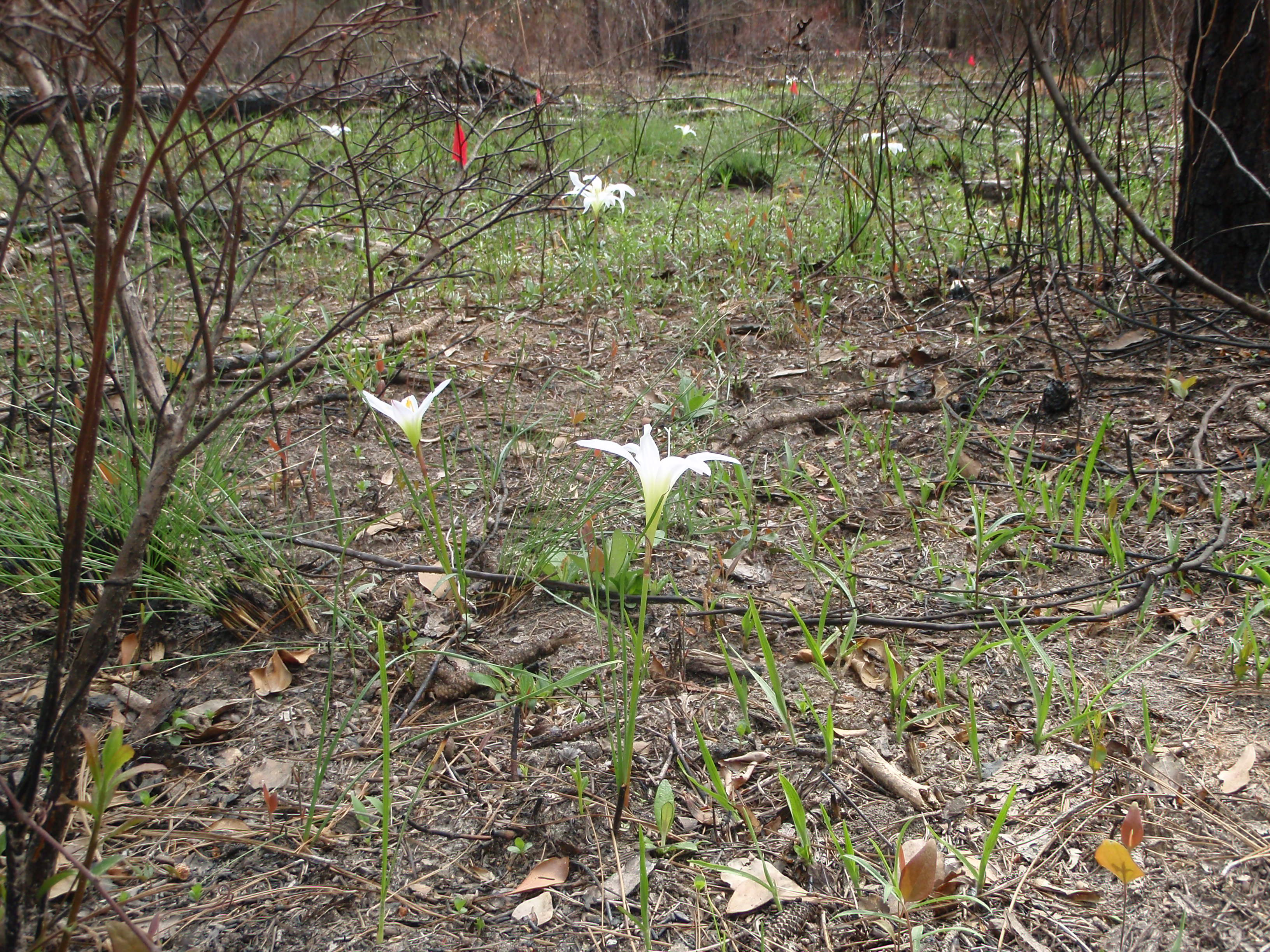
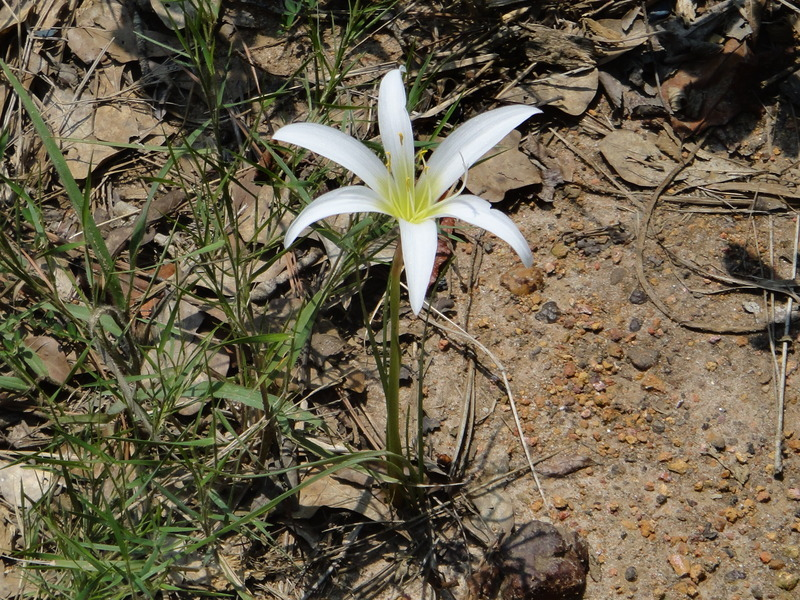
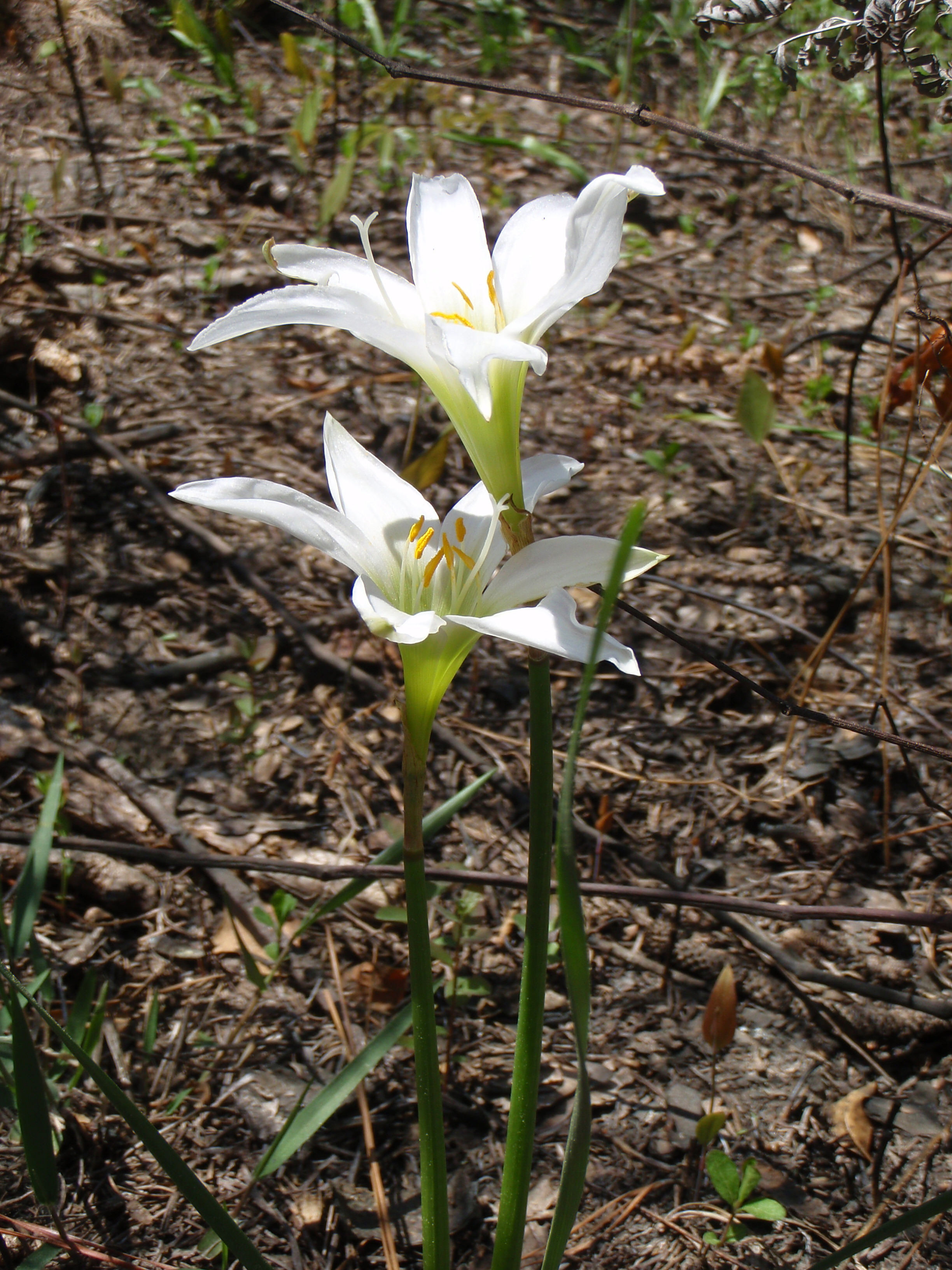